# Pere II de Queralt
Pere II de Queralt-Timor, Cor de Roure fou el segon dels Queralt-Timor, senyors de Santa Coloma. No se'n sap la data de naixement, però sí que el 1226 era un nen. Com altres dos germans seus (Jaume i Arnau) prengué l'hàbit de l'orde del Temple.
Fill d'Arnau de Timor i de Ramona, es casà amb Berenguera de Cervelló i adquirí d'aquesta família el castell d'Aguiló (1240). En morir, dividí el patrimoni entre els fills: a Pere (Pere III de Queralt) li llegà Queralt, Santa Coloma, Figuerola, entre d'altres; a Berenguer, Timor —recuperat del seu cosí Guillem—, Montlleó, Sant Antolí i d'altres possessions menors.
Participà en la conquesta de València sota les ordres de Jaume I. Ja vidu, es feu templer. Dins de l'orde assolí càrrecs molt importants: comanador de Montsó (1260 i 1262), comanador de Miravet (1262-1264), comanador de Gardeny (1265-1267) i lloctinent del mestre provincial del Temple (1261-1266).
Segons una llegenda (recollida en època moderna pel pare Miguel Conill) diu que pel seu valor en les batalles se'l conegué popularment amb el sobrenom de Cor de Roure i en l'escut d'armes familiar hi figurà des de llavors un lleó dret.

## Cor de Roure
La llegenda de Pere Cor de Roure explica com Pere de Timor fou fet presoner pels sarraïns durant una ràtzia. Els enemics, que coneixien la fama de la valentia i el coratge de Pere, li van prometre la llibertat si aconseguia vèncer un lleó. Llavors, Pere va encomanar-se a la Mare de Déu de Bell-lloc i va sortir al tancat del lleó. Després d'un llarg combat, Pere aconseguí vèncer el lleó i els sarraïns, incrèduls, es veieren obligats a alliberar-lo.
En arribar a Santa Coloma de Queralt, Pere de Timor va fer ampliar i embellir el temple romànic de Santa Maria i va contractar els millors escultors del Principat de Catalunya per crear una portalada magnífica amb escenes de la Bíblia. En el capitell de la dreta, es pot observar la icona d'un cavaller medieval lluitant amb un lleó, precisament, l'origen de l'escut dels senyors, després barons i finalment comtes de Santa Coloma.

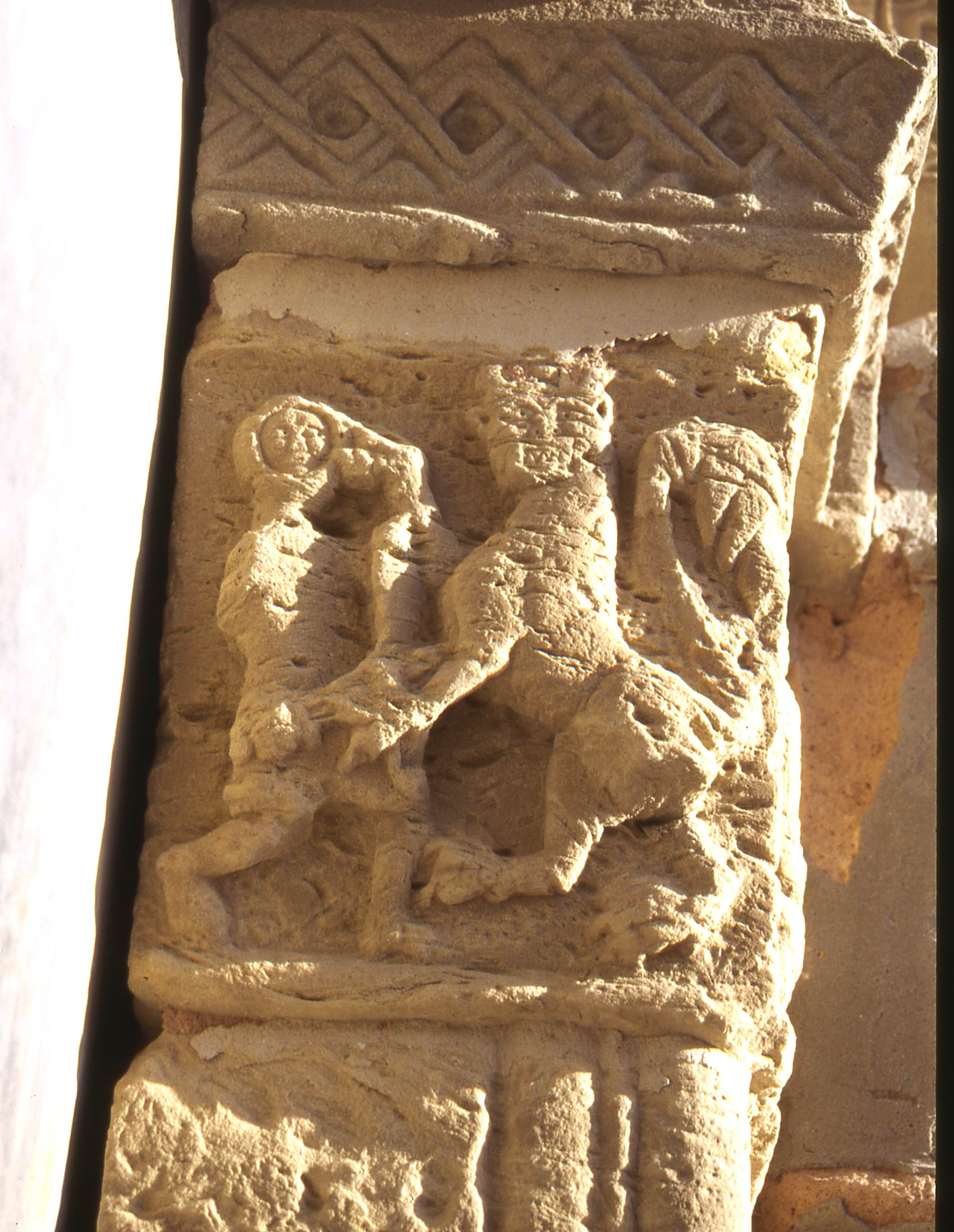
Sta. Coloma de Queralt. Detall de la portalada del santuari de Sta. Maria de Bell-lloc on s'hi representa la llegenda del "Cor de roure".

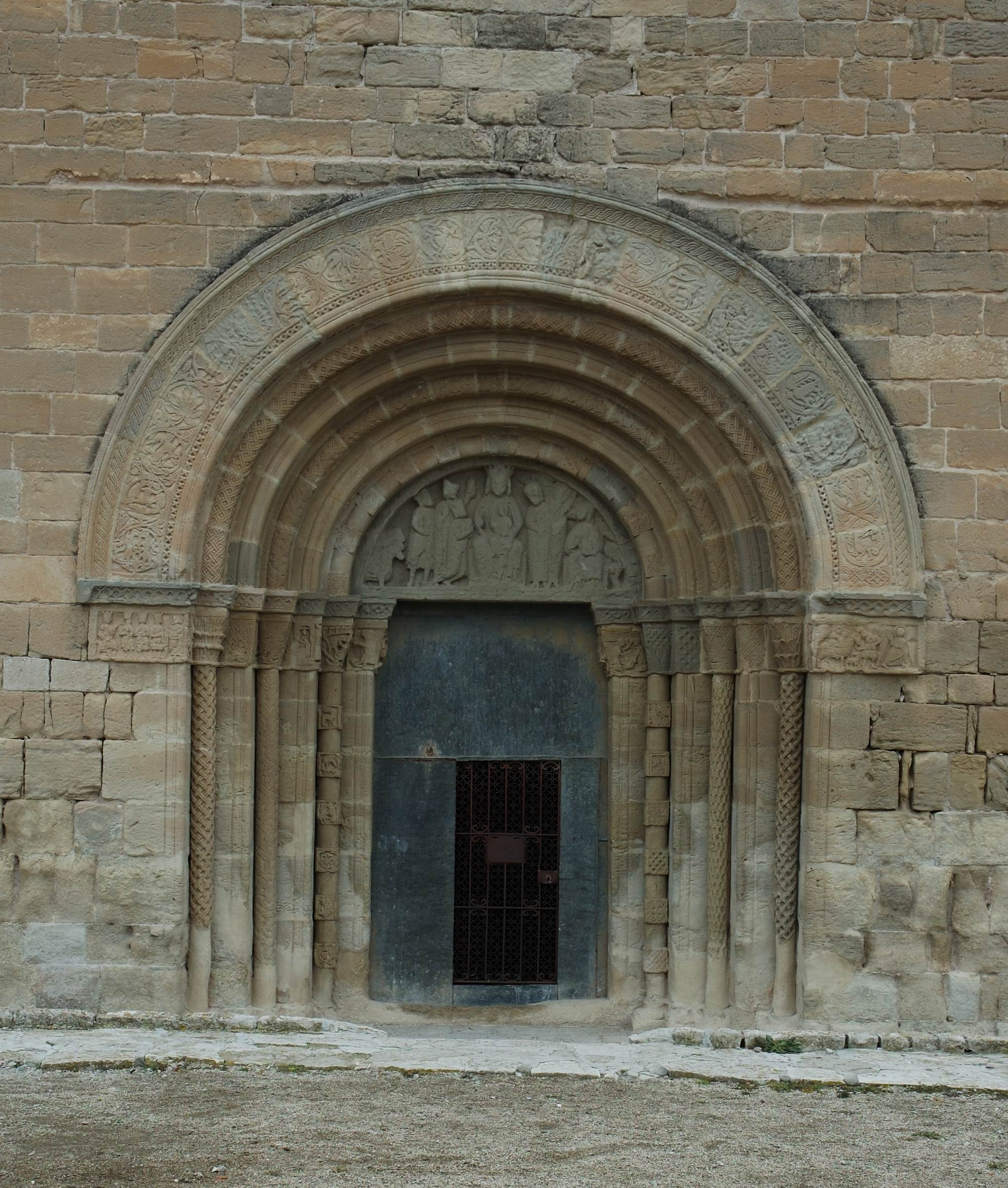
Sta. Coloma de Queralt. Portalada del santuari de Sta. Maria de Bell-lloc.